# Batalla del río Sambre (54 a. C.)
La batalla del río Sambre del año 54 a. C. fue una de las batallas de la guerra de las Galias.

## Antecedentes
Antes del final del invierno, Induciomaro, líder de los tréveros atacó a los romanos que permanecían en su territorio y luego se dirigió contra Tito Labieno, que había acampado en la frontera con los remos, pero al conocer la victoria de Julio César sobre los nervios en el sitio de Namur, se retiró a su propio territorio donde reunió más tropas, marchando otra vez contra Labieno al que sitió a su cuartel de Lavacherie, rodeando su campamento; una salida repentina de Labieno le sorprendió, y sus fuerzas fueron puestas en retirada, muriendo él mismo en la retirada, al cruzar un río.
Con la muerte de Induciomaro, los tréveros, más resentidos aún por la presencia del procónsul en la Galia, decidieron buscar aliados entre los germanos de más allá del Rin, con los que intercambiaron rehenes y garantías recíprocas, y entre los eburones de Ambiórix, los nervios y aduáticos; mientras, en el frente occidental, los carnutes y senones se habían negado a obedecer las órdenes de asistir a la asamblea y se rebelaron con sus vecinos contra el poder romano.
Mientras Julio César atacaba a los menapios, Tito Labieno dejó en su fortaleza cinco cohortes, y con las 25 cohortes restantes y la caballería atacó a los tréveros, previniendo su ataque.

## La batalla
La batalla tuvo lugar cerca del río Sambre. Tito Labieno simuló retirarse haciendo creer al enemigo que se había asustado por su gran número y había decidido volver al campamento base, pero cuando los tréveros cruzaron el río en masa para iniciar la persecución del ejército romano encontraron al ejército que les esperaba. La batalla fue favorable a los romanos.

## Consecuencias
Tito Labieno logró la rendición de los tréveros y la huida de los familiares de Induciomaro, pasando el poder a Cingétorix.

## Véase también

Mapa de la guerra de las Galias.

### Citas
1. ↑  Froude, James Anthony (2004). Caesar a Sketch (en inglés). Kessinger Publishing. p. 200.
2. ↑  Julio César, De bello gallico V, 54-56.
3. ↑  Julio César, De bello gallico VI, 2-4.
4. ↑  Julio César, De bello gallico VI, 7-8.